# Worochta (stacja kolejowa)
Worochta (ukr. Ворохта, ros. Ворохта) – stacja kolejowa w miejscowości Worochta, w rejonie nadwórniańskim, w obwodzie iwanofrankiwskim, na Ukrainie. Budynek dworcowy zbudowany w stylu galicyjskim.

## Historia
Stacja istniała przed II wojną światową. Worochta była wówczas popularnym uzdrowiskiem oraz ośrodkiem turystyki górskiej i sportów zimowych, a kolej była głównym środkiem transportu dla przybywających do Worochty kuracjuszy oraz turystów. Była jedną z 13 stacji z całej Polski, z której podróżni powracający z uzdrowisk, mogli korzystać z ulg taryfowych na podstawie rozporządzenia ministra kolei. Od 1932 stacja była jednym z przystanków specjalnego pociągu narciarskiego, kursującego po najważniejszych polskich kurortach narciarskich. 
Także obecnie stacja przyjmuje gości uzdrowiska. Posiada bezpośrednie połączenia m.in. z Kijowem i Lwowem.

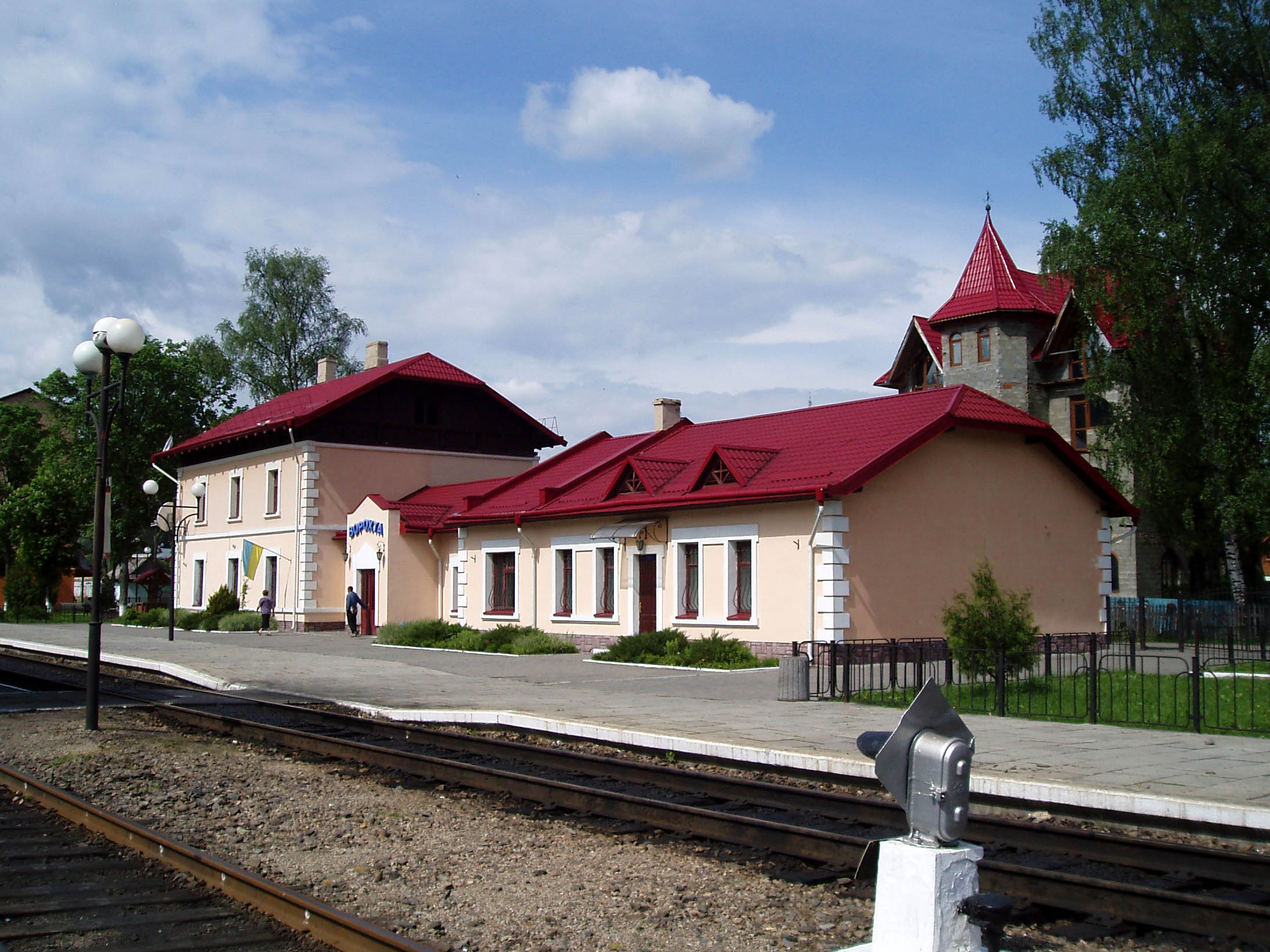
Budynek dworcowy
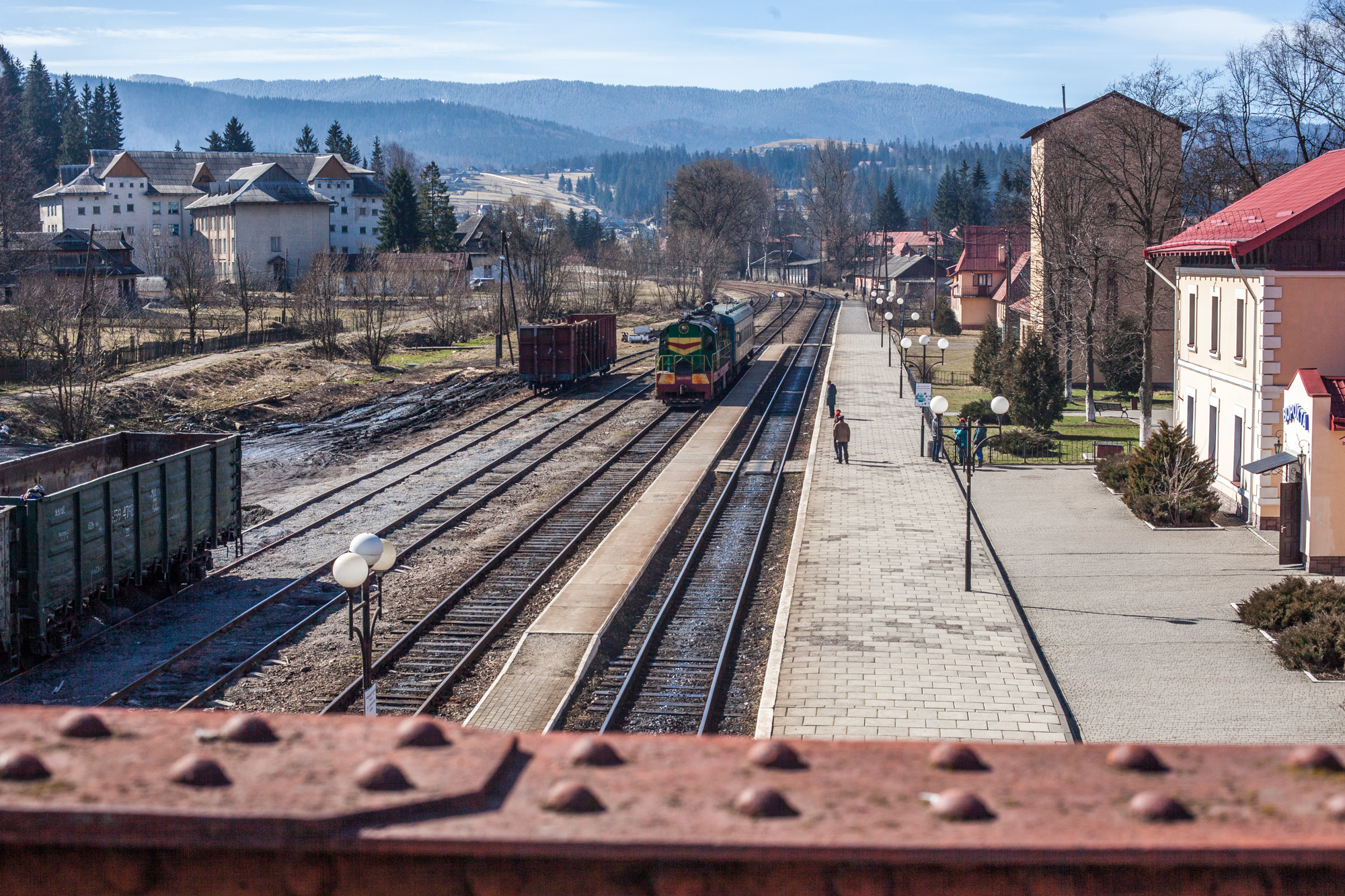
Widok na stację z przejścia nadziemnego
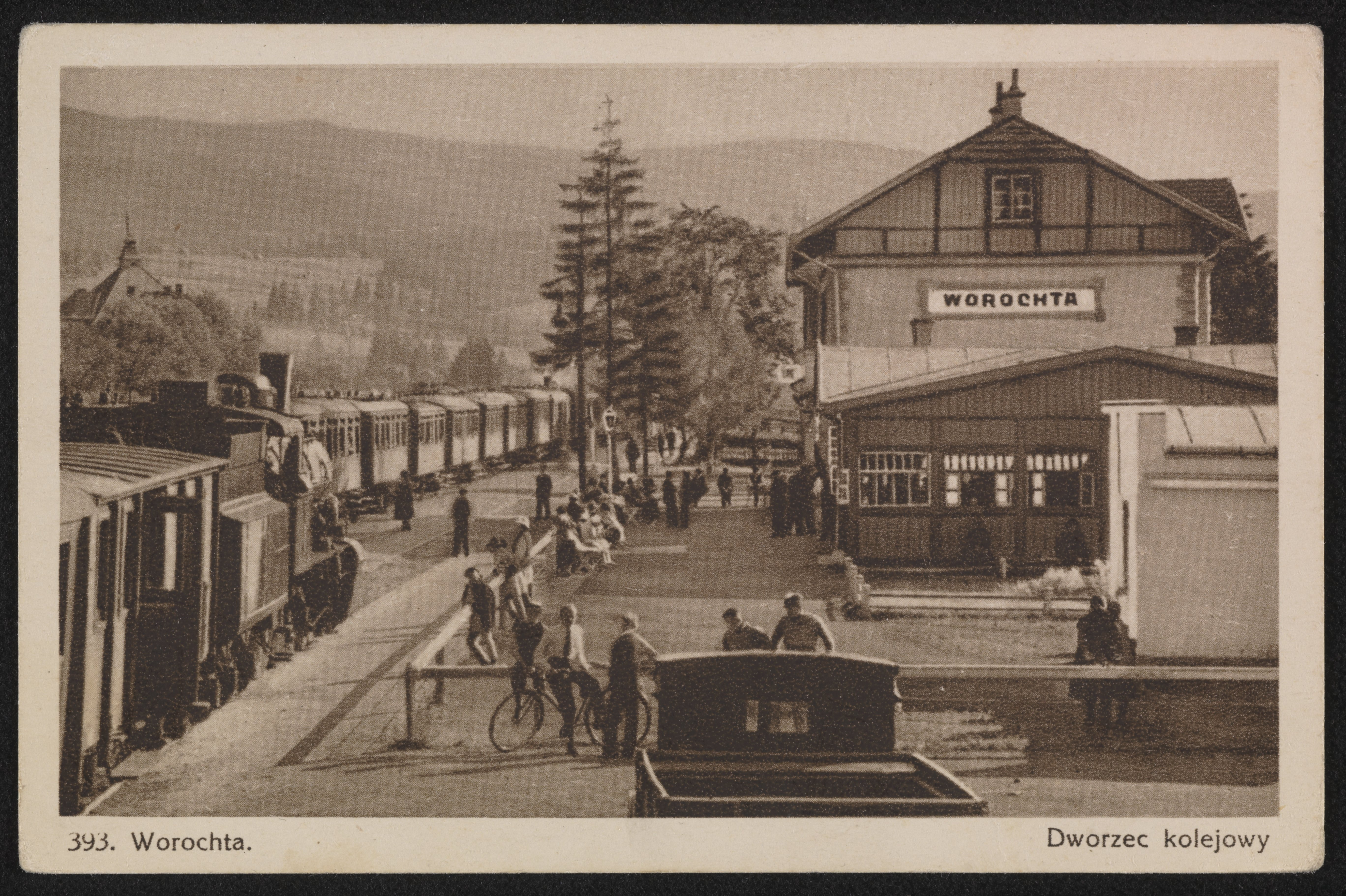
Stacja w latach 30. XX w.
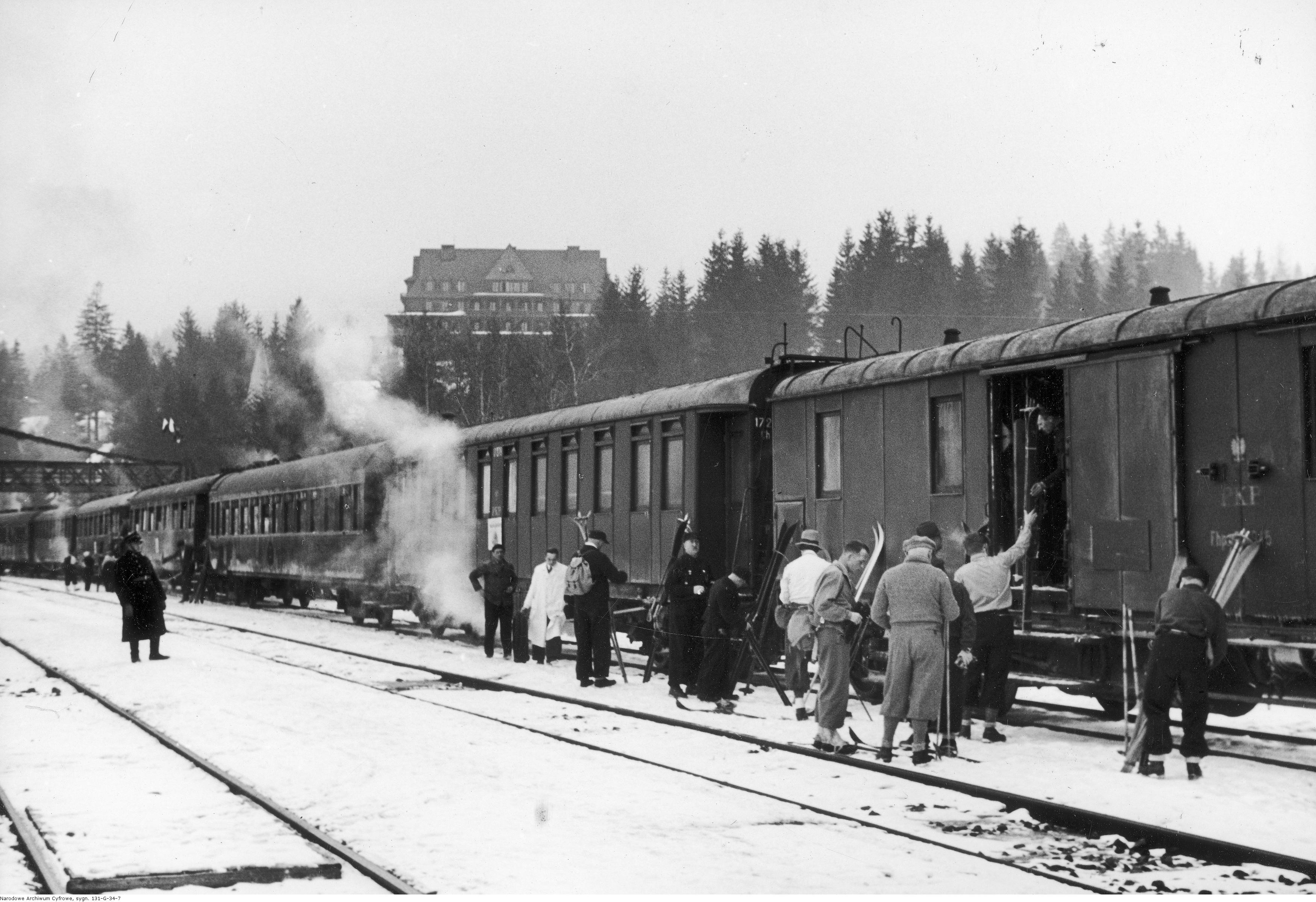
Stacja w okresie międzywojennym